# Charlbury
Charlbury è una città di 2 984 abitanti della contea dell'Oxfordshire, in Inghilterra.